# بلادنا فلسطين (كتاب)
بلادنا فلسطين هو كتاب ألفهُ مصطفى مراد الدباغ، حيثُ جمع فيه معلوماتٍ عن كافة مناطق فلسطين، ويعتبر من المَراجع المُهمة التي توثق معلوماتٍ حول فلسطين وشعبها. صدرت الطبعة الأولى منه عن دار الطليعة في بيروت سنة 1965، وفي عام 1973 أعادت رابطة الجامعيين في محافظة الخليل مع دار الطليعة طباعته.